# 黑希特豪森
黑希特豪森是德国下萨克森州的一个市镇。总面积30.71平方公里，总人口3459人，其中男性1755人，女性1704人（2011年12月31日），人口密度113人/平方公里。